# Leopoldina z Thun-Hohensteinu
Hraběnka Leopoldina z Lamberka provdaná z Thun-Hohensteinu (9. května 1825, Brno – 10. dubna 1902, Praha) byla česká šlechtična z rodu pánů z Lamberka, manželka česko-rakouského šlechtice a diplomata Bedřicha Františka z Thun-Hohensteinu. Jméno dostala po svém dědečkovi Leopoldovi ze Šternberka.

## Život
Narodila se jako druhé dítě hraběte Eduarda z Lamberka a jeho manželky Karolíny ze Šternberka. Její otec zemřel v roce jejího narození, když při lovu kachen utonul v řece Moravě. Podle tehdy platných zákonů se Karolína nesměla dalších 25 let provdat. Stalo se tak teprve v roce 1851, kdy se provdala za hraběte St. Quentina. Své děti vychovávala na zámku v Kvasicích nebo u rodičů v Pohořelicích. Právě pobyty v Pohořelicích a také výchova od vychovatele Johanna Nagela Leopoldinu hodně ovlivnily, stejně jako vzpomínky vychovatelovy manželky Anette, která musela v roce 1812 utíkat z hořící Moskvy.
V mládí Leopoldina také hodně cestovala. V zimě pobývala rodina v Praze, v létě pak na svých venkovských sídlech. Často také pobývala za hranicemi Rakouské monarchie, v roce 1839 např. podnikla cestu po Německu a Holandsku, během níž navštívila i lázně Bad Ems, kde se setkala s pozdějším německým císařem Vilémem I. V březnu 1841 se se svojí matkou vydala na cestu do Itálie, kde navštívila Florencii či Řím. V Římě se zúčastnila požehnání Urbi et orbi od papeže Řehoře XVI.

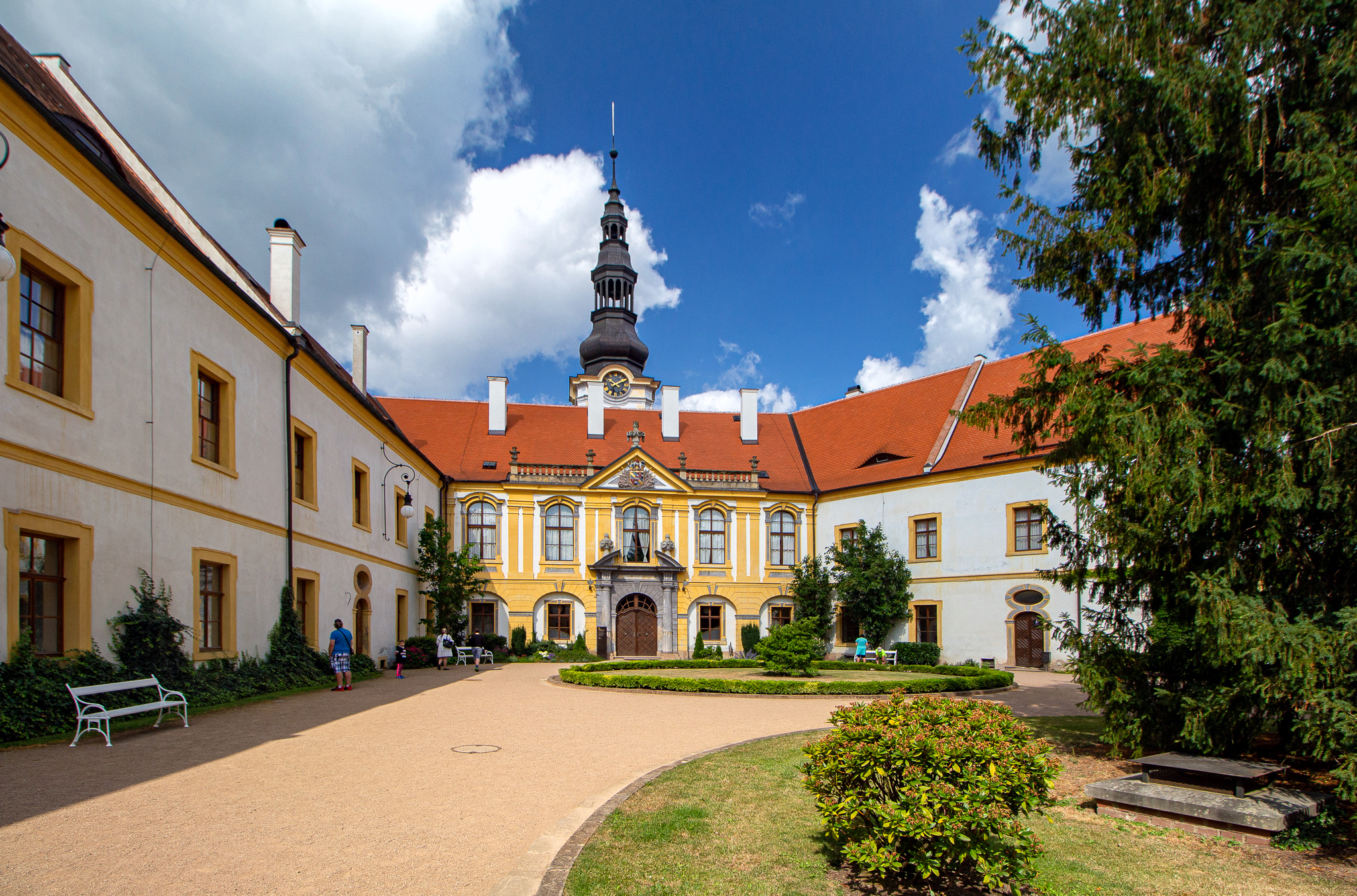
Západní křídlo děčínského zámku

V únoru 1843 se na bále v Praze na Žofíně seznámila se svým pozdějším manželem, hrabětem Bedřichem Františkem z Thun-Hohensteinu, tehdejším sekretářem rakouského velvyslance v Turíně. Podle Leopoldiných vzpomínek, které sepsala její vnučka Maria Czapská, se do sebe hned zamilovali. Podruhé se setkali na tzv. dámském plese, ale v následujících letech se nepotkali. Leopoldina měla několik nabídek k sňatku, ale všechny odmítla. V zimě 1845 se Bedřich vrátil do Prahy. Svatba se konala 15. září 1845. Následně žili nějaký čas na zámku v Děčíně. Tady se jim v roce 1846 narodila dcera Terezie. Ve stejném roce došlo také ke sňatku Bedřichova staršího bratra Františka Antonína se služebnou, čímž ztratil nástupnické právo na rodinné svěřenství.
Během Bedřichova působení v diplomacii doprovázela svého manžela po různých částech Evropy. V letech 1846–1849 pobývali ve Stockholmu, 1849–1850 v Mnichově, 1850–1852 ve Frankfurtu nad Mohanem, 1853–1855 v Berlíně, 1855–1857 u maršála Radeckého v Itálii a na závěr od roku 1859 v Petrohradě. Během těchto působení se jim narodilo 5 dětí, dalších 6 se narodilo v Čechách. Kvůli pracovnímu vytížení manžela a častému stěhování byla na výchovu svých dětí sama. Své děti učila číst, psát a také je vedla k náboženství, jelikož sama byla horlivá katolička. Také milovala umění, k čemuž se snažila vést i svoje děti. Coby velká vlastenka a zastánkyně rakouské monarchie se i své děti snažila vést tímto směrem.
Kromě rodinných činností se musela věnovat i společenským povinnostem manželky velvyslance. Během nich se setkávala se špičkou evropské aristokracie (mezi nimi i panovnickými rodinami), tzv. Crème de la crème, a také s řadou politiků a umělců. Velký dojem na ní udělal tehdy již devadesátiletý maršál Radecký, který jejich domácnost často navštěvoval. Leopoldina mu pak ve svých pamětech věnovala zvláštní kapitolu. Ve Frankfurtu byla představena velkovévodkyni Mathildě Hesenské, dceři krále Ludvíka I. Bavorského. Při divadelním představení pak seděla v lóži vedle velkovévodkyně Žofie Bádenské, kterou adoptoval Napoleon III. Ve svých pamětech Leopoldina neopomněla ani na Kašpara Hausera, vlčí dítě objevené v roce 1828 v Norimberku, o němž se mj. soudilo, že se jedná o unesené dítě bádenského vévodského páru.